# Шакулова, Максат
Максат Шакулова (туркм. Максат Шакулова; 1916 год, кишлак Гултак — 12 июля 1966 года) — председатель колхоза «Коммунист» Ходжамбасского района Чарджоуской области, Туркменская ССР. Герой Социалистического Труда (1957). Член ЦК Компартии Туркменистана. Депутат Верховного Совета Туркменской ССР 3, 4 и 5 созывов.

## Биография
Родилась в 1916 году в бедной крестьянской семье в кишлаке Гултак.
Трудовую деятельность начала в 1937 году. Работала рядовой колхозницей, бригадиром в колхозе «Коммунист» Ходжамбасского района. В 1949 году была избрана председателем этого же колхоза. В 1952 году вступила в КПСС.
Вывела колхоз в число передовых сельскохозяйственных предприятий Чарджоуской области. Указом Президиума Верховного Совета СССР от 7 марта 1960 года «в ознаменование 50-летия Международного женского дня, за выдающиеся достижения в труде и особо плодотворную общественную деятельность» удостоена звания Героя Социалистического Труда с вручением Ордена Ленина и золотой медали Серп и Молот.
Избиралась делегатом XXII съезда КПСС, членом ЦК Компартии Туркменистана, членом Ходжамбасского райкома КПСС, депутатом Верховного Совета Туркменской ССР III, IV и V (1959—1963) созывов.
Руководила колхозом «Коммунист» до конца 1964 года. С января 1965 года — председатель сельсовета.
Скончалась 12 июля 1966 года.
Награды
- Герой Социалистического Труда
- Орден Ленина
- Орден Трудового Красного Знамени
- Медаль «За трудовую доблесть»